# Порта-дель-Пополо
Порта-дель-Пополо (итал. Porta del Popolo) — ворота стены Аврелиана в Риме, изначально возведённые при императоре Аврелиане около 271—275 годов. Нынешние ворота были построены папой Сикстом IV в 1475 году на месте полуразрушенных древних римских ворот. Современное название ворота, находящиеся на краю площади Пьяцца-дель-Пополо, получили от соседней церкви Санта-Мария-дель-Пополо.

## История
Первоначальное название ворот было Порта Фламиния, потому что римская консульская Фламиниевая дорога ранее проходила через них. В X веке ворота были названы Порта Сан-Валентино из-за базилики и одноимённой катакомбы, возвышающейся севернее ворот. Происхождение нынешнего названия ворот, а также площади, на которую они выходят, неясно: предполагается, что оно может происходить от множества тополей (на латыни populus), покрывавших площадь, но более вероятно, что топоним связан с базиликой Санта-Мария-дель-Пополо (Святой Марии Народной), возведенной у ворот в 1099 году папой Пасхалием II благодаря добровольным пожертвованиям римского народа.

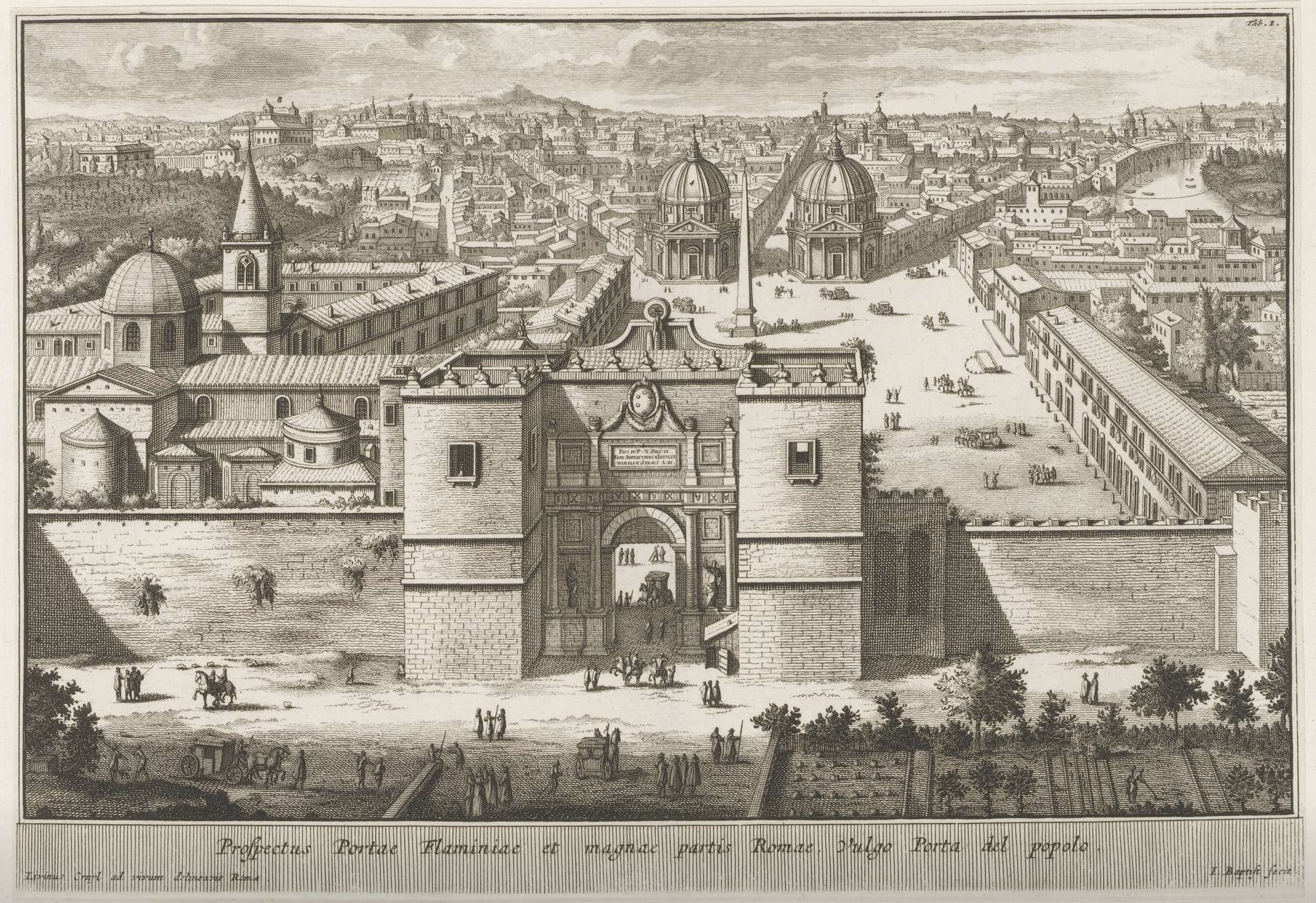
Ворота Порта-дел-Пополо в начале XVIII века. Гравюра Якоба Батиста. 1729

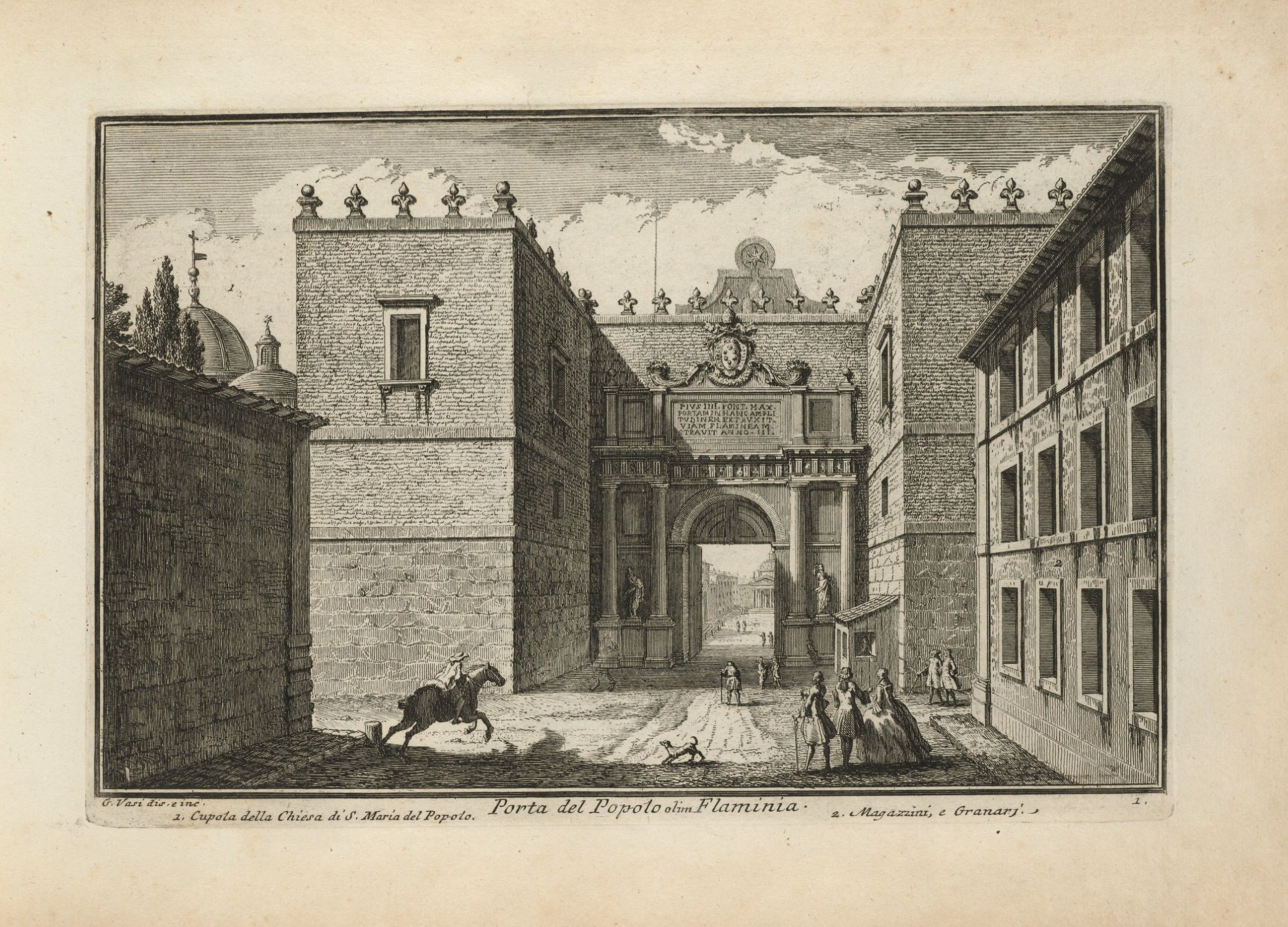
Порта-дель-Пополо (с башнями XVI в.). Гравюра Дж. Вази. Ок. 1747

Ворота Порта-дель-Пополо с самого начала своего существования со времён Римской империи играли большую роль в городском движении, а не в оборонительном использовании. Ко времени правления папы Сикста IV ворота были заметно повреждены временем; при нём (примерно в 1473—1483 годах) была проведена реставрация, частично укрепившая конструкцию. 31 декабря 1494 года через ворота прошёл самый впечатляющий кортеж — части французской армии во главе с Карлом VIII, которые шествовали в течение шести часов (во время захвата французами Рима в Первой итальянской войне).
Нынешний вид ворот — результат серьёзной реконструкции, проведенной в середине XVI века, когда ворота вновь приобрели заметное значение для городского движения. Внешний (северный) фасад был заказан папой Пием IV, который, в свою очередь, поручил эту задачу Нанни ди Баччо Биджо. Тот возвёл ворота между 1562 и 1565 годами, вдохновившись Аркой Тита. Четыре колонны фасада обрамляли единственную большую арку, над которой возвышается каменная вставка в память о реставрации и папский герб, поддерживаемый двумя рогами изобилия. С севера бывшие боковые круглые башни были заменены двумя мощными квадратными сторожевыми башнями (не сохранились), а всё сооружение было украшено элегантными зубцами. В 1638 году между двумя парами колонн были поставлены две статуи (святых апостолов Петра и Павла), изваянные скульптором Франческо Моки (эти статуи перед этим были отвергнуты базиликой Святого Павла за городскими стенами и возвращены скульптору без оплаты).
Надпись на латыни на центральном камне, напоминающая о реставрации ворот XVI века, проведённой при Пие IV, гласит:
```
PIVS IIII PONT MAX
PORTAM IN HANC AMPLI
TVDINEM EXTVLIT
VIAM FLAMINIAM
STRAVIT ANNO III
```

Интересно, что на гравюре Якоба Батиста (Jacobus Baptist), датируемой 1729 годом,
надпись выглядит несколько по-другому (и в три строки):
```
 Pivs IV P:M:PORT:IN
 HANC AMPLITVDINEM Intvlit
 VIAM FLAM:STRAVIT A:III
```

(на представленной гравюре Дж. Вази, датируемой не ранее 1747 г., надпись уже аналогична текущей).

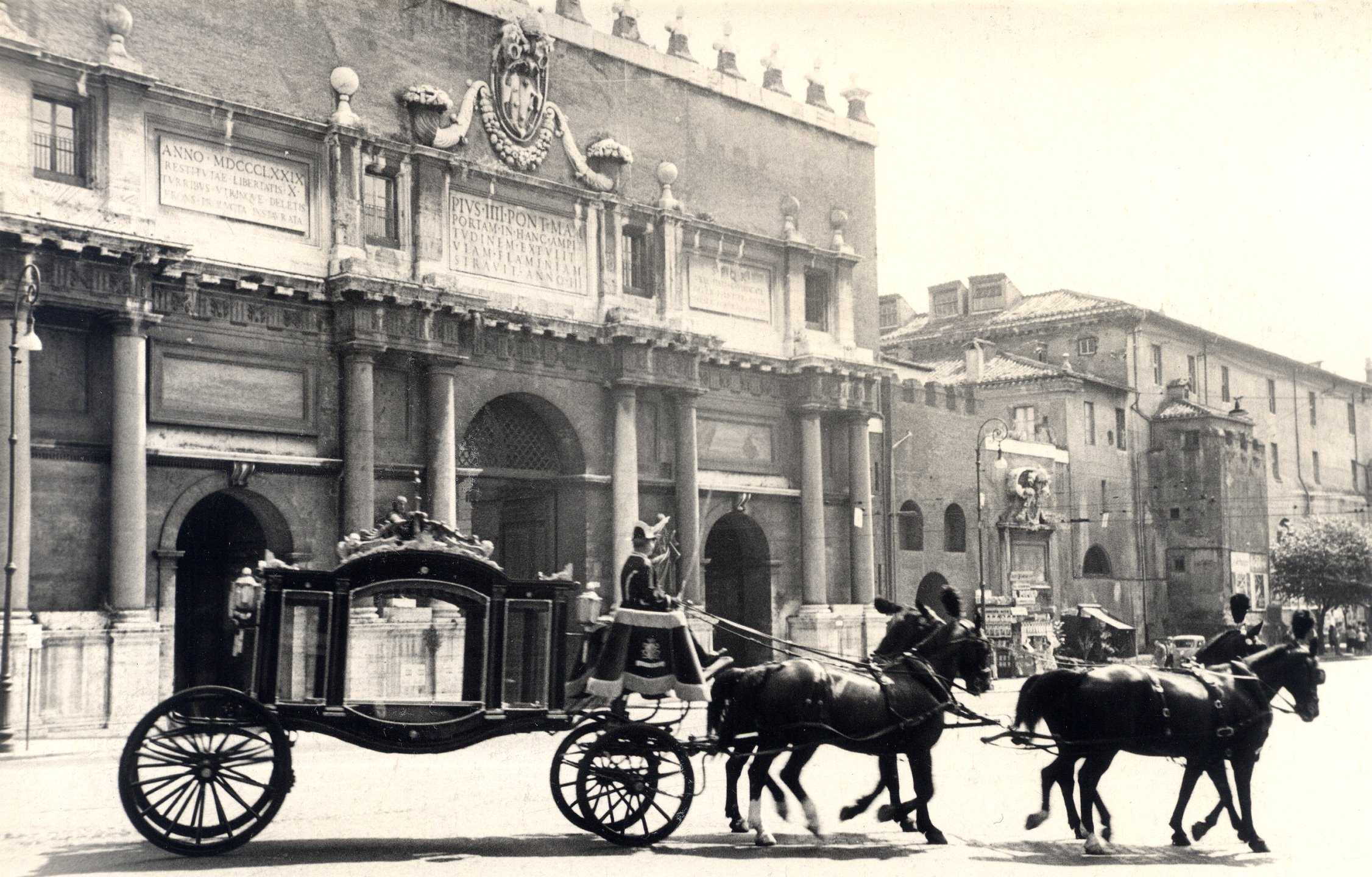
Порта-дель-Пополо, 1960-е гг.

Внутренний (южный) фасад был спроектирован Джованни Лоренцо Бернини для папы Александра VII (Фабио Киджи) и открыт по случаю прибытия в Рим отрёкшейся от престола и принявшей католичество королевы Швеции Кристины 23 декабря 1655 года: это событие отмечено надписью («За радостный и благополучный въезд» и указан год), вырезанной наверху по центру внутреннего фасада вместе с гербами семьи папы римского (шестизвенная гора под восьмилучевой звездой, эмблемой Дома Киджи).
```
 FELICI FAVSTOQ(ue) INGRESSVI
 ANNO DOM MDCLV
```

После реставрации ворот и сноса (в 1879 году) боковых внешних башен в связи с увеличением городского движения в 1887 году были открыты две боковые арки, примыкающие к воротам. При этом были обнаружены остатки древнего сооружения эпохи Аврелиана и цилиндрических башен: они оказались очень важными для исторического воссоздания ворот. Работы были увековечены двумя каменными табличками на внешнем фасаде (по бокам фасада Пия IV); надпись слева посвящена реставрации в 1879 году:
```
ANNO MDCCCLXXIX
RESTITVTAE LIBERTATIS X
TVRRIBVS VTRINQVE DELETIS
FRONS PRODVCTA INSTAVRATA
```

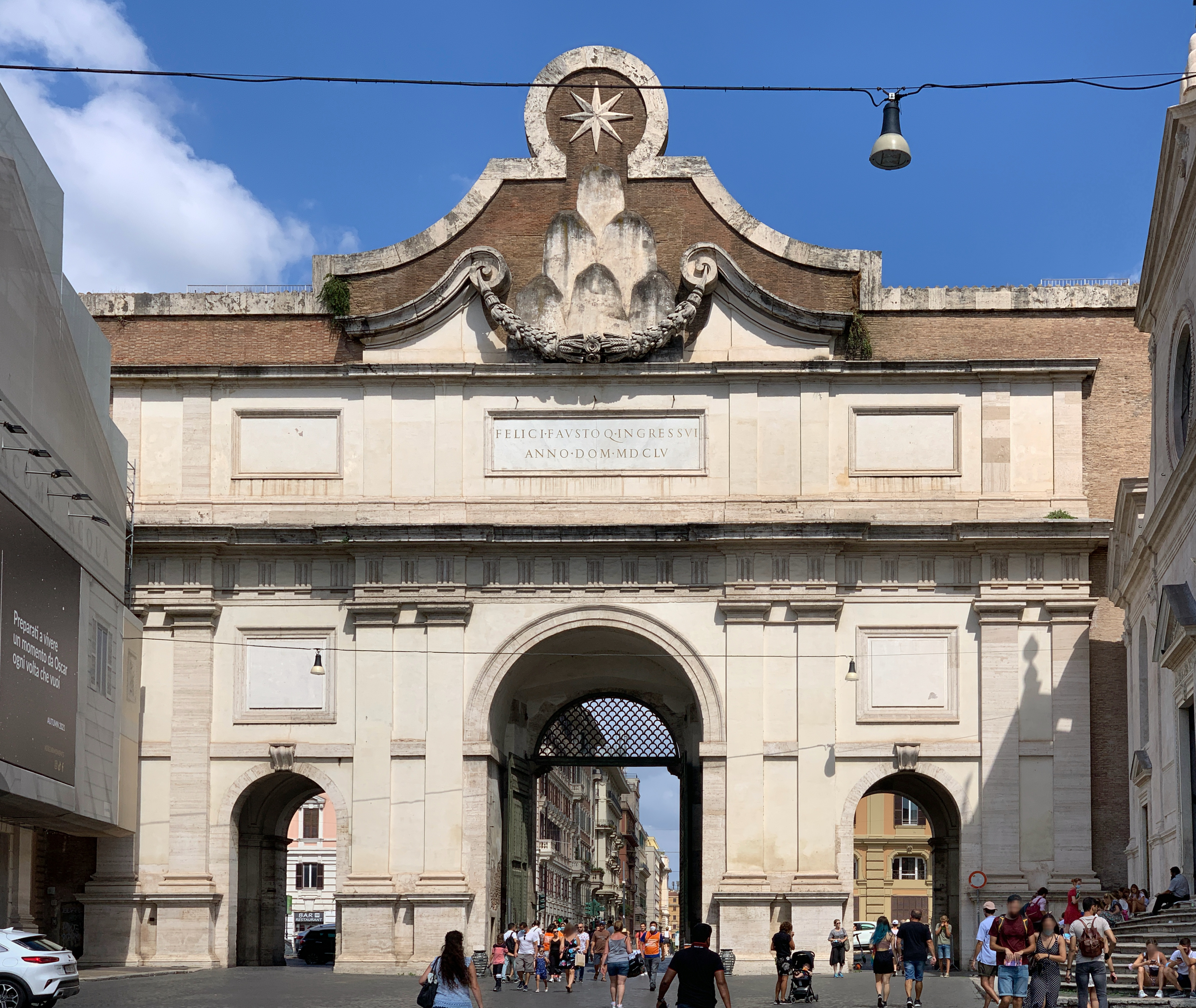
Внутренний фасад Порта-дель-Пополо, 2021 г.

Та, что справа, посвящена последующей реставрации:
```
S P Q R

VRBE ITALIAE VINDICATA
INCOLIS FELICITER AVCTIS
GEMINOS FORNICES CONDIDIT
```

Ныне ворота ведут на пешеходную площадь Пьяцца-дель-Пополо, где напротив ворот находится древний египетский обелиск Фламинио (36,4 м), популярный у туристов.